# Abdul Qadir Bajamal
Abdul Qadir Bajamal (in arabo عبد القادر باجمال; Sana'a, 18 febbraio 1946 – Dubai, 7 settembre 2020) è stato un politico yemenita.
È stato il Primo ministro dello Yemen dal marzo 2001 all'aprile 2007.